# Vroutek
Vroutek – miasto w Czechach, w kraju usteckim, w powiecie Louny. W 2006 r. miasto to na powierzchni 52,72 km² zamieszkiwało 1971 osób.